# Mauro Daccordi
Mauro Daccordi (* 24. Oktober 1946 in Grezzana) ist ein italienischer Entomologe. Sein Forschungsschwerpunkt ist die Familie der Blattkäfer (Chrysomelidae).

## Leben
Daccordi hat einen Studienabschluss in Biologie und einen Doktor-Grad in Evolutionsbiologie und Taxonomie. 
Er lehrte am Technischen Agrarinstitut in Verona, arbeitete als Kurator an der zoologischen Abteilung des Museo Civico di Storia Naturale di Verona und als Kurator an der entomologischen Abteilung des Museo Regionale di Scienze Naturali di Torino. Seit 2005 ist er im Ruhestand. 
Daccordis Interesse gilt der globalen Artenvielfalt der Blattkäfer. Insbesondere war er in Forschungsprojekte über die Blattkäferfauna Chinas, Madagaskars, Italiens, der afrotropischen Region und der neotropischen Region involviert. Neben zahlreichen Werken über die Chrysomelidae veröffentlichte er acht wissenschaftliche Arbeiten über die Familie der Schwebfliegen (Syrphidae), einen Artikel über die Familie der Waffenfliegen (Stratiomyidae) sowie verschiedene Artikel zu unterschiedlichen entomologischen Themen. 
1988 war er gemeinsam mit Adriano Zanetti und Paolo Triberti Mitherausgeber des Werks The Macdonald Encyclopedia of Butterflies and Moths. 1989 gab er gemeinsam mit Zanetti das Werk Studi sulla Palude del Busatello (Veneto – Lombardia) heraus. 1998 veröffentlichte er gemeinsam mit Maurizio Biondi und David George Furth die Proceedings of the Fourth International Symposium on the Chrysomelidae. Im Jahr 2005 erschien das zweibändige Werk Results of the Zoological Missions to Australia of the Regional Museum of Natural Sciences of Turin, Italy, das Daccordi gemeinsam mit Pier Mauro Giachino herausgab. 
Daccordi hat Exkursionen in Europa (Italien, Spanien, Portugal, Frankreich und Österreich), im Nahen Osten (Jordanien, Syrien, Türkei), im Fernen Osten (Indien, China, Philippinen), in Südamerika (Chile, Argentinien, Venezuela), in Australien, Neukaledonien und in Neuseeland durchgeführt.
In der Käfersammlung des Staatlichen Museum für Naturkunde Stuttgart befinden sich zahlreiche Duplikate aus der Sammlung von Daccordi.

## Dedikationsnamen
Nach Mauro Daccordi sind unter anderen die Arten Macrocoma daccordii, Himalayoligus daccordii, Eulasia daccordii, Microselia daccordii, Bembidion daccordii, Cratoferonia daccordii, Orthonevra daccordii, Anodocheilus daccordii und Microchrysa daccordii benannt.